# Émile Rousseaux
Émile Rousseaux (3 april 1961) is een Belgisch voormalig volleyballer.

## Levensloop
Rousseaux werd geboren in een landbouwersgezin. Hij begon met volleyballen omstreeks zijn 16e bij Chièvres Volley. Vervolgens ging hij aan de slag bij Volley Kruikenburg Ternat, waarmee hij in 1985 de halve finales van de CEV Cup bereikte. In 1986 maate hij de overstap naar Rembert Torhout. Met deze club won hij in 1988 de Beker van België. Vervolgens verdedigde Rousseaux de kleuren van VC Zonhoven en ten slotte VC Zellik. Met deze club werd hij in 1992 en 1993 landskampioen.
Na zijn spelerscarrière ging hij aan de slag als coach. Op clubniveau was hij actief bij VBC Guibertin (2004-2008) en Knack Roeselare (2012-2018). Als coach van Roeselare won hij vijf landstitels (2013, 2014, 2015, 2016 en 2017) en werd hij viermaal bekerwinnaar (2013, 2016, 2017 en 2018). Daarnaast won hij tweemaal de Supercups (2013 en 2014) en bereikte hij in 2016 de halve finale van de CEV Cup. Daarnaast was hij van 2007 tot 2012 actief als coach van verschillende jeugdselecties van de Belgische nationale ploeg en is hij sinds 2018 de coach van de Frans damesvolleybalteam. Met de Franse nationale selectie won hij in 2022 de European Golden League en in 2023 de Challenger Cup.
Zijn echtgenote Karin Wallyn en hun kinderen Hélène, Tomas en Gilles zijn eveneens actief in het volleybal.